# 欧比
欧比（法語：Auby，法語發音：[obi]），法国北部城市，上法兰西大区诺尔省的一个市镇，隶属于杜埃区，其市镇面积为7.12平方公里，2022年1月1日时人口数量为7,171人，在法国城市中排名第1,450位。
欧比位于诺尔省中部，与加来海峡省接壤，是北部-加来海峡煤矿区的组成部分，亦是杜埃的一个卫星城，通过公交线路连接杜埃市区。

## 地名来源
“欧比”一名最初于1143年以“Albi”的形式被记载，该名称来源于历史人物“Albius”，其生平尚有待考证。法国南部亦有同名城市。

## 历史

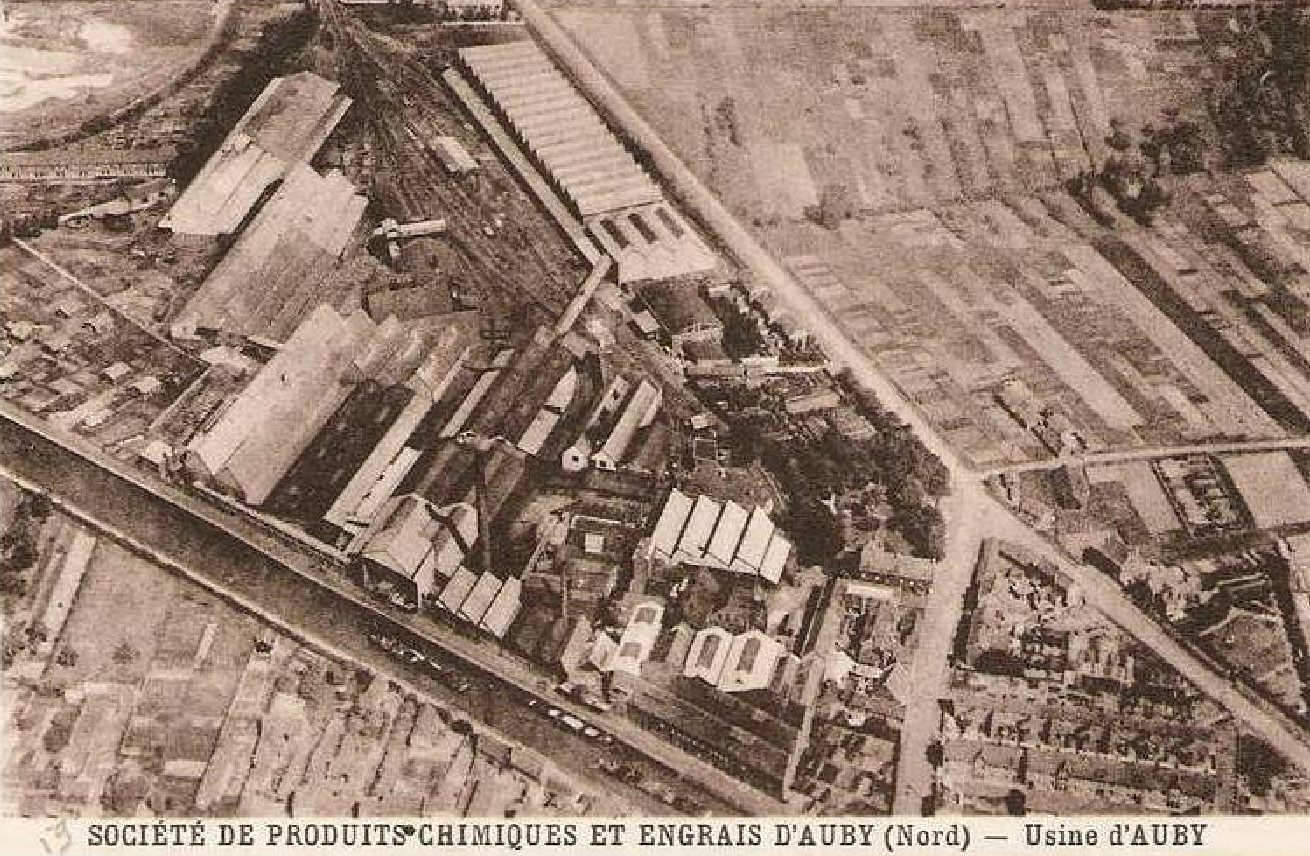
20世纪初欧比境内一处化工厂航拍

欧比的早期历史尚不清楚，该地中世纪时长期为一处普通农业村落。法国大革命后，欧比成为诺尔省的一个市镇。工业革命期间，欧比所处的北部-加来海峡地区因煤炭资源而成为重要的能源工业基地，其中埃斯凯尔佩勒矿业公司下属的8号矿井位于欧比境内。20世纪中后期，当地煤矿开采逐渐停止。

## 地理

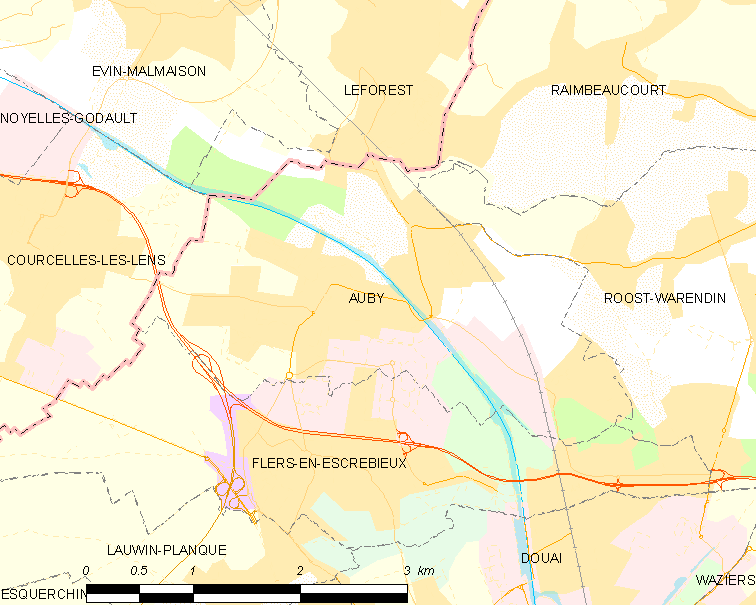
欧比市镇范围地图

欧比位于法国北部，上法兰西大区北部和诺尔省中部，距离省会里尔大约36公里。与欧比接壤的市镇包括：勒福雷、弗莱尔斯-昂内斯克勒比约、库尔塞勒莱朗斯、兰博库尔、罗-瓦朗丹。

### 地形
欧比位于法国北部-加来海峡平原腹地，境内以平原为主，市镇中心地势平坦，全境海拔在18到32米之间。

### 水文
人工开凿的敦刻尔克-埃斯科运河流经境内，该河连接北部-加来海峡地区的多条河流，可供三千吨级别的船只通行。

### 植被
欧比属于温带阔叶混交林区，林地广泛分布于河流两岸。
在鲜花城市的评比中，欧比暂未被评级。

### 气候
欧比在柯本气候分类法中属于温带海洋性气候。

## 行政区划
欧比是法国上法兰西大区诺尔省的一个市镇，编号为59028。欧比隶属于杜埃区、诺尔省第十七选区以及奥尔希县，同时也是杜埃城市圈公共社区的组成部分。
法国国家统计与经济研究所（简称）在进行数据统计时，将欧比及相邻的另外66个市镇设为杜埃-朗斯城市核心区，并将包括核心区在内的周边共103个市镇划为杜埃-朗斯城市区。自2020年起，杜埃-朗斯城市区被拆分，欧比被划入包含61个市镇的杜埃城市辐射区代替。此外，还将欧比市镇分为了3个“块区”（IRIS），以便于统计人口分布情况。

## 交通

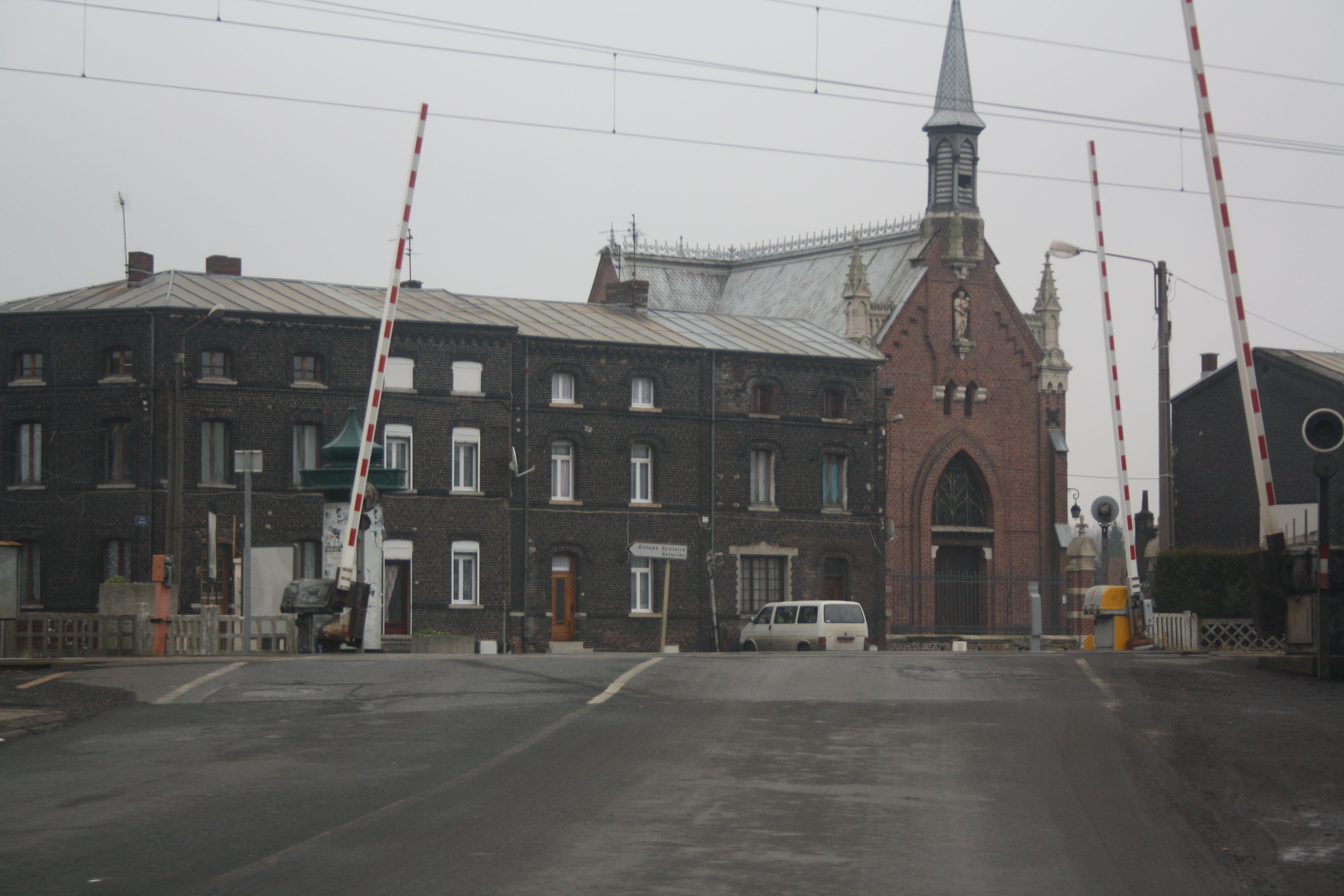
欧比境内的一处铁路平交道口

### 公路
多条诺尔省省道在欧比境内交汇，上法兰西大区下属的城际客运提供巴士线路，可前往周边部分市镇。
2018年，72.7%的欧比家庭拥有至少一辆私人汽车。2019年，欧比境内共发生各类交通事故1起，造成1人受伤。

### 铁路
欧比位于巴黎－里尔铁路上。距离欧比最近的铁路车站为勒福雷站，位于市区北侧的勒福雷境内，停靠往返于里尔和杜埃一线的区域列车。

### 航空
距离欧比最近的民用航空站为里尔机场，距离欧比市中心的公路里程约24公里。

### 城市公共交通
欧比是杜埃城市公共交通（商业名称为）的服务范围。截至2021年11月，该系统共包括十余条常规公交线路和数十条校车及定制公交线路，其中公交2路和7路经过欧比市区。

## 政治

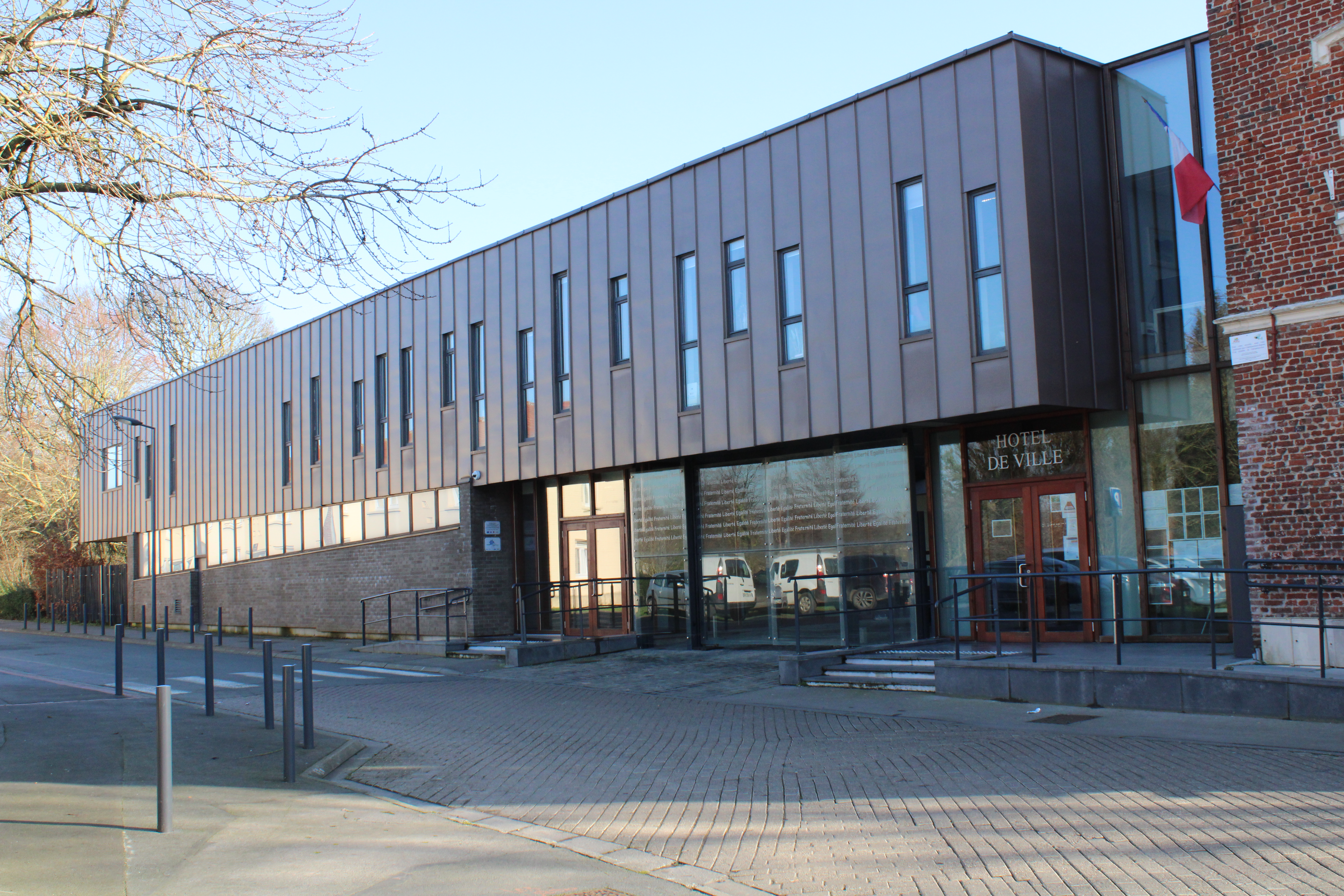
欧比市政厅

欧比的现任市长为克里斯托夫·夏尔先生（Christophe Charles），他是左派激进党的一名成员，在2020年的市政选举中获得了55.26%的支持率。
在2017年的法国总统大选中，法国极右翼政党民族阵线主席玛丽娜·勒庞在欧比获得了53.6%的支持率。

## 人口
2018年，欧比市镇人口数量为7,256，在法国排名第1,450位。其中男性3,491人，女性3,765人，75岁及以上人口占7.2%，外籍人口数量为1,526人，人口密度为1,019人/平方公里，当地居民被称为（男性）或（女性）。2019年，欧比境内出生82人，死亡人口62人。
| 年份   | 1936  | 1946  | 1954  | 1962  | 1968  | 1975  | 1982  | 1990  | 1999  | 2004  | 2009  | 2014  | 2018  |
| ------ | ----- | ----- | ----- | ----- | ----- | ----- | ----- | ----- | ----- | ----- | ----- | ----- | ----- |
| 人口數 | 7,165 | 7,227 | 8,579 | 9,007 | 9,090 | 8,954 | 8,630 | 8,442 | 7,958 | 7,845 | 7,585 | 7,320 | 7,256 |

## 经济
截止2021年11月，欧比共有各类用人单位（包含自雇）499家，平均历史为15年，其中98.73%为中小型企业（PME）。（重金属加工）、（城际物流）及（城际物流）是当地2020年营业额最高的三个企业，分别为95,695,581欧元、15,471,340欧元和9,248,798欧元。

## 财政与居民收入
2019年，欧比的财政收入总额为13,394,100欧元，财政支出总额为11,779,000欧元，当年的债务总额为16,814,000欧元。2021年，欧比共获得1,161,230欧元的国家财政补助，比上一年减少了1.41%。
2019年，欧比的人均月收入总额为1,983欧元，其中高级职员为3,207欧元，低于法国平均水平（4,230欧元）；中级职员为2,266欧元，低于法国平均水平（2,411欧元）；普通职员为1,655欧元，亦低于法国平均水平（1,740欧元）。
2018年，欧比境内的青壮年（15至64岁）失业率为23.4%，当地32.1%的家庭拥有纳税资格，平均纳税1,439欧元，低于法国平均水平（3,888欧元）。

## 社会事务

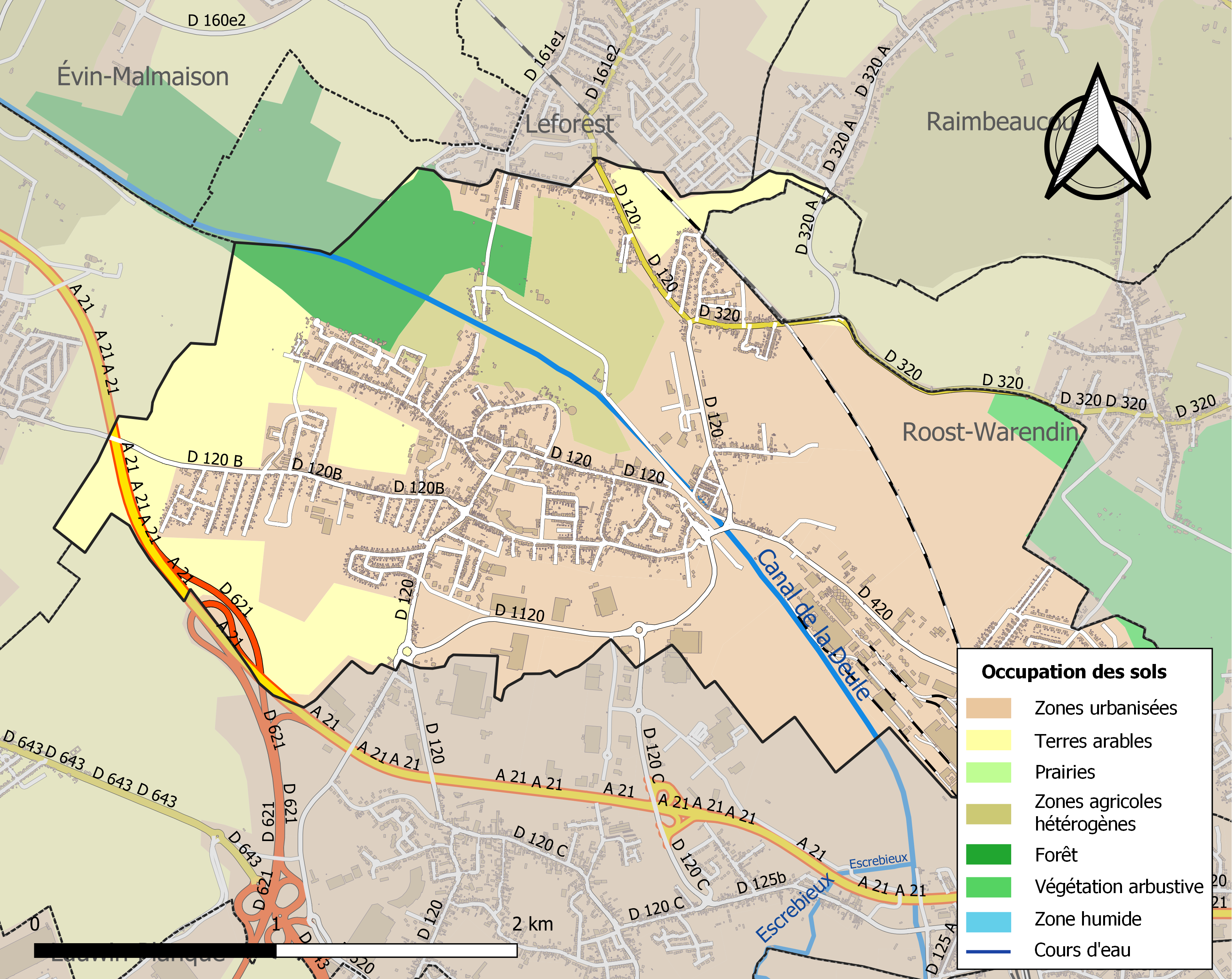
欧比土地利用情况地图

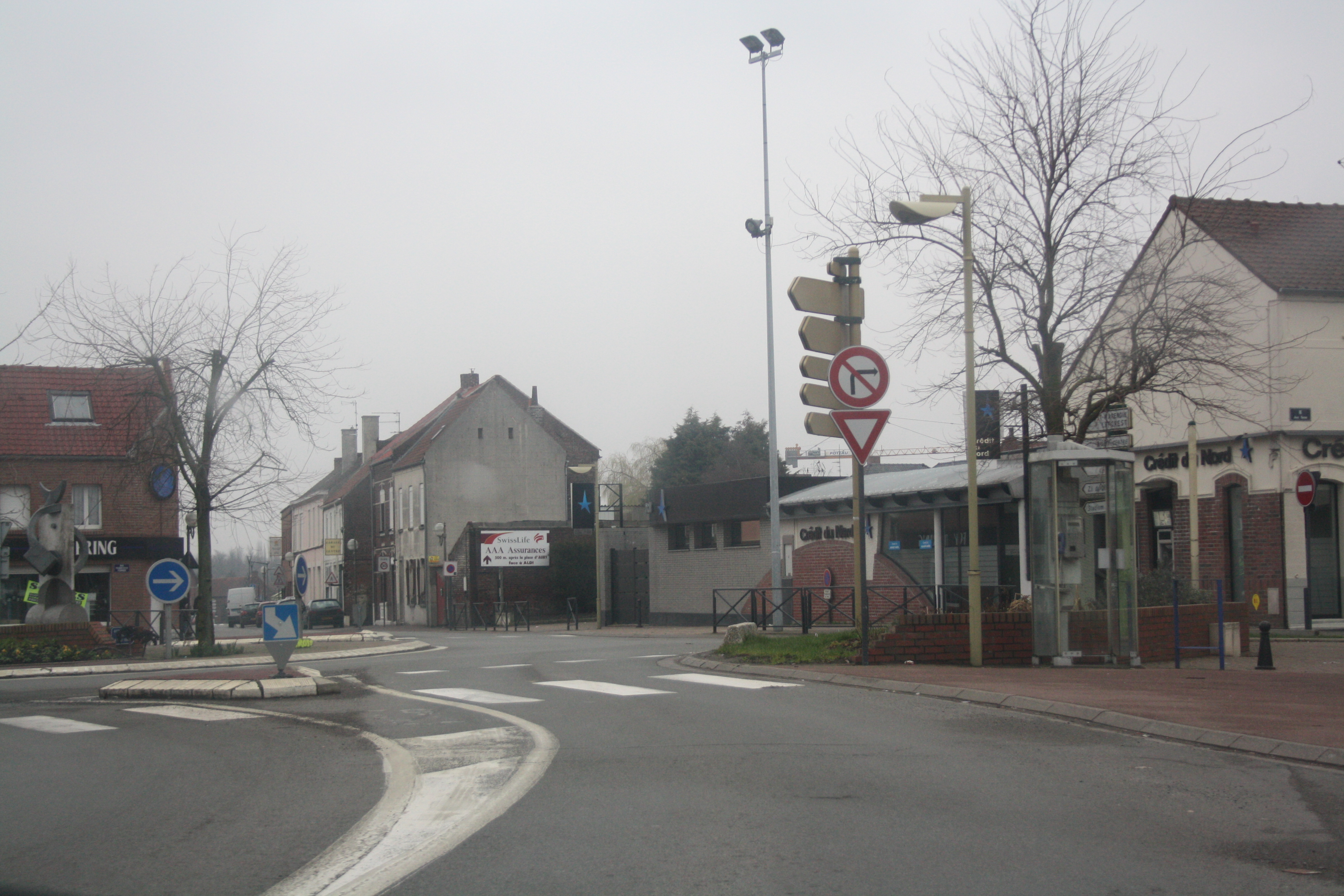
欧比市中心

### 教育
欧比属于里尔学区。截止2020年1月1日，欧比境内共有1所幼儿园、3所小学、1所初级中学和1所职业高中。2018至2019学年度，欧比境内共有在校中等教育阶段学生412名。

### 医疗
截止2020年1月1日，欧比境内共有全科医生3名、保健师5名、牙医1名、护士13名、耳科医生3名、助产士3名和妇科医生2名。境内共有药房3家、养老院1家。
距离欧比最近的区域性医疗机构为杜埃中心医院，该院主病区位于杜埃市区东南部，距离欧比市区的正常车程在15分钟左右，设有床位596个，是当地规模最大的公立综合性医院。

### 住房
2018年，欧比境内共有各类住房3,108套，其中87.2%为独立式居民区，10.9%为集中式居民区。常住房屋占欧比市镇范围内居民建筑总量的93.8%。
在住房保障政策方面，2020年，欧比境内共有912户家庭获得了住房经济补助，受益人数占总人口数量的12.6%，其中854份为房租补助。

### 商业
2019年，欧比境内共有各类实体商铺75家，其中餐厅6家、大型超市1家、杂货店3家、面包房2家、肉铺3家、装饰品店1家、银行门店3家、美容美发店9家、汽车维修店5家。市区X部建有大型开放式商业街区。

### 体育
2020年，欧比境内共有1家游泳池、3间体育馆、1座综合体育场、4处网球场、6处足球或橄榄球场、2处篮球或排球场以及0处高尔夫球场。
截至2021年11月，欧比境内共有五家注册足球俱乐部，其中包括两家五人制足球队。

### 环境
欧比的环境事务由其所属的公共社区负责。2019年，欧比境内共有3家污染企业。

### 治安
2019年，欧比市镇范围内有1处派出所。
欧比所在地是杜埃宪兵总队的管辖范围。2020年，该宪兵总队辖区内共36个市镇累计发生各类案件9,964起，其中盗窃类案件4,762起，经济类案件1,300起，毒品交易类案件341起。

## 文化

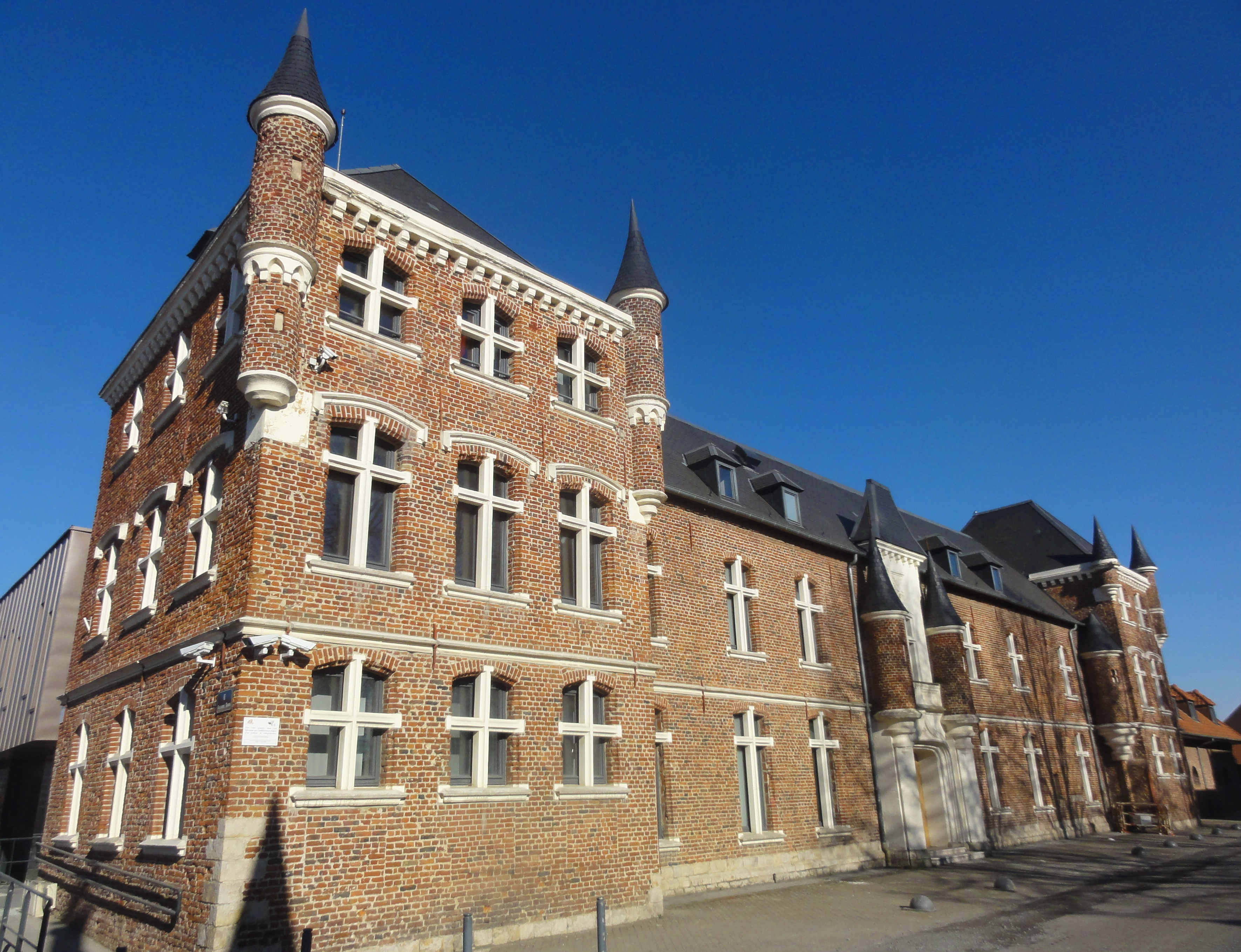
欧比城堡

2020年，欧比境内暂无任何文化设施。欧比市政府提供多媒体中心，向公众全年开放。

### 建筑
欧比境内有多处历史建筑，其中欧比城堡（Château d'Auby）是当地的代表性建筑物。

### 旅游
欧比的旅游事务由其所属的公共社区负责。2021年，欧比境内暂无任何游客接待设施。

### 媒体
法国主要的媒体均可在欧比接收，法国电视三台下属的上法兰西大区频道在部分时段播出欧比所属区域的地方新闻。

## 友好城市
截至2021年11月，欧比共与一座城市互为友好城市关系：
- 波蘭 切拉季